# Metrosidereae
Metrosidereae es una tribu perteneciente a la familia de las mirtáceas. Tiene los siguientes géneros:

## Géneros
- Mearnsia Merr.
- Metrosideros Banks ex Gaertn.
- Tepualia Griseb.